# Listă de poeți: H
A - Ă - B - C - D - E - F - G - H - I - Î - J - K - L - M - N - O - P - Q - R - S - Ș - T - Ț - U - V - W - X - Y - Z

### H

#### Ha
- Rachel Hadas
- Hafez
- Judith Hall
- Suheir Hammad,
- Dennis M. Hammes (născut în 1945)
- Walter Hampson,(1864-1932)
- Han-Shan
- Hanson, Brant  (născut în 1993)
- Matjaz Hanzek, (născut în 1949)
- Jerzy Harasymowicz
- Thomas Hardy, (1840-1928), poet și romancier englez
- Frances E. W. Harper,
- Michael S. Harper
- Tony Harrison, (născut în 1937)
- Carla Harryman, (născut în 1952)
- Milka Hartman, (născut în 1902)
- Gwen Harwood
- Alamgir Hashmi
- Gerhart Hauptmann, (1862-1946)
- Fany Hausmann, (1818-1862)
- Stephen Hawes, (mort 1523)
- Robert Stephen Hawker, (1803-1875),
- Robert Hayden

#### He
- Seamus Heaney, (născut în 1939), poet irlandez laureat al Premiului Nobel pentru Literatură
- Saoi din Aosdána
- John Heath-Stubbs
- Anne Hébert, poet și romancier
- Anthony Hecht, (1923-2004)
- John Hegley,
- Heinrich Heine, (1797-1856)
- Felicia Hemans, (1793-1835)
- Essex Hemphill
- William Ernest Henley, (1849-1903)
- Adrian Henri
- George Herbert, (1593-1633), orator și poet
- Zbigniew Herbert
- Johann Gottfried von Herder, (1744-1803)
- Miguel Hernandez, (1910-1942)
- Antoine Héroet, (mort 1568)
- Robert Herrick, (1591-1674),  poet englez
- Phoebe Hesketh, (1909-2005), poet englez
- Hermann Hesse, (1877-1962), romancier autor al romanelor Jocul cu mărgelele de sticlă, Lupul de stepă
- Dorothy Hewett, romancier, poet
- William Heyen, poet, critic literar, romancier
- Georg Heym, (1887-1912) , poet german
- Thomas Heywood, (157?-1650)

#### Hi-Hr
- Rita Ann Higgins,
- Geoffrey Hill, (născut în 1932)
- Rolf Hochhuth, (născut în 1931), dramaturg
- Branko Hofman, (născut în 1929)
- Hugo von Hofmannsthal, (1874-1929)
- James Hogg, (1770-1835)
- Friedrich Hölderlin, (1770-1843)
- John Hollander, nascut in 1929
- Oliver Wendell Holmes, (1809-1894),
- Homer, poet epic , autor al poemelor epice Iliada și Odissea
- Hugh Hood,
- Thomas Hood, (1798-1845)
- A. D. Hope
- Gerard Manley Hopkins, (1844-1889)
- Quintus Horatius Flaccus
- George Moses Horton
- Jurij Houdlin, (născut în 1973)
- A. E. Housman, (1859-1936)
- Dale M. Houstman
- Henry Howard, Earl of Surrey, (1517-1547)
- Fanny Howe
- Susan Howe
- Ivan Hribovsek, (1923-1945)

#### Hu
- Langston Hughes, (1902-1967)
- Ted Hughes, (1930-1998)
- Richard Hugo
- Victor Hugo, (1802-1885), romancier, poet, și dramaturg francez
- Vicente Huidobro, (1893-1948)
- Lynda Hull, (1954-1994)
- Alexander Hume, (1560-1609)
- James Henry Leigh Hunt, (1784-1859),  poet englez
- Constantijn Huyghens